# Record de France de natation messieurs du 100 mètres dos
Le record de France de natation sportive messieurs pour l'épreuve du 100 mètres dos concerne les records obtenus par les athlètes dans cette épreuve en bassin de 50 et 25 mètres.

## Bassin de 50 mètres
| Temps         | Athlète              | Naissance | Âge | Club                            | Compétition                | Lieu        | Date            |
| ------------- | -------------------- | --------- | --- | ------------------------------- | -------------------------- | ----------- | --------------- |
| 1 min 22 s 40 | Émile Zeibig         | 1924      | 19  |                                 | Jeux olympiques            | Paris       | 17 juillet 1924 |
| 54 s 89       | Pierre Roger         | 1983      | 19  | Dauphins du TOEC                | Championnats d'Europe (f)  | Berlin      | 30 juillet 2002 |
| 54 s 66       | Camille Lacourt      | 1985      | 24  | Cercle des nageurs de Marseille | Inter région sud est       | Nîmes       | 22 mars 2009    |
| 54 s 20       | Benjamin Stasiulis   | 1986      | 23  | Lagardère Paris Racing          | Championnats de France (s) | Montpellier | 22 avril 2009   |
| 53 s 58       | Benjamin Stasiulis   | 1986      | 23  | Lagardère Paris Racing          | Championnats de France (d) | Montpellier | 22 avril 2009   |
| 53 s 16       | Jérémy Stravius      | 1988      | 21  | Amiens Métropole Natation       | Championnats de France (f) | Montpellier | 23 avril 2009   |
| 52 s 58       | Camille Lacourt      | 1985      | 25  | Cercle des nageurs de Marseille | Championnats d'Europe (d)  | Budapest    | 9 août 2010     |
| 52 s 11 RE    | Camille Lacourt      | 1985      | 25  | Cercle des nageurs de Marseille | Championnats d'Europe (f)  | Budapest    | 10 août 2010    |
| 51 s 92       | Yohann Ndoye-Brouard | 2000      | 24  | Dauphins d'Annecy               | Championnats du monde (f)  | Singapour   | 29 juillet 2025 |

## Bassin de 25 mètres
| Temps    | Athlète            | Naissance | Âge | Club                            | Compétition                         | Lieu       | Date             |
| -------- | ------------------ | --------- | --- | ------------------------------- | ----------------------------------- | ---------- | ---------------- |
| 55 s 49  | Franck Schott      | 1970      | 18  | Racing club de France           | Meeting de la Réunion               | Saint-Paul | 30 décembre 1988 |
| 53 s 86  | Franck Schott      | 1970      | 21  | Racing club de France           |                                     | Paris      | 21 décembre 1991 |
| 53 s 53  | Franck Schott      | 1970      | 21  | Racing club de France           |                                     | Paris      | 22 décembre 1991 |
| 53 s 16  | Franck Schott      | 1970      | 24  | Racing club de France           | Coupe du monde                      | Paris      | 26 mars 1994     |
| 53 s 10  | Franck Esposito    | 1971      | 27  | Cercle des nageurs d'Antibes    | Championnats interclubs             | Dunkerque  | 1er février 1998 |
| 52 s 86  | Pierre Roger       | 1983      | 20  | Dauphins du TOEC                | Championnats d'Europe (d)           | Dublin     | 13 décembre 2003 |
| 52 s 22  | Benjamin Stasiulis | 1986      | 21  | Mulhouse Olympic Natation       | Championnats de France (f)          | Nîmes      | 8 décembre 2007  |
| 50 s 94  | Camille Lacourt    | 1985      | 23  | Cercle des nageurs de Marseille | Championnats de France (f)          | Angers     | 6 décembre 2008  |
| 50 s 25, | Benjamin Stasiulis | 1986      | 23  | Lagardère Paris Racing          | British Gas swimming grand prix (s) | Leeds      | 8 août 2009      |
| 49 s 80  | Camille Lacourt    | 1985      | 25  | Cercle des nageurs de Marseille | Championnats du monde (f)           | Dubaï      | 16 décembre 2010 |
| 49 s 70  | Jérémy Stravius    | 1988      | 24  | Amiens Métropole Natation       | Championnats d'Europe (f)           | Chartres   | 25 novembre 2012 |
| 49 s 57  | Jérémy Stravius    | 1988      | 25  | Amiens Métropole Natation       | Championnats de France (f)          | Dijon      | 7 décembre 2013  |